# Einsamkeit
Einsamkeit è il secondo album dei Lacrimosa, pubblicato nel 1992.
La musica è estremamente lenta e basata su tastiere e pianoforti, come nell'album dell'anno precedente, Angst, ma iniziano a sentirsi sprazzi isolati di chitarra elettrica e basso.
Come nell'album Angst, i temi esplorati per mezzo della musica e dei testi hanno un carattere molto tetro: la paura, la solitudine, la sensazione di fragilità, la morte, il senso di non-esistenza, la natura illusoria dell'amore e l'impossibilità di trovarlo popolano le liriche.

## Tracce
1. Tränen der Sehnsucht – 9:04
2. Reissende blicke – 10:33
3. Einsamkeit – 5:07
4. Diener eines geistes – 6:08
5. Loblied auf die Zweisamkeit – 9:39
6. Bresso – 5:01

## Musicisti
- Tilo Wolff - voce, piano, tastiere e batteria
- Philippe Alioth - piano e tastiere
- Roland Thaler - chitarra
- Stelio Diamantopoulus - basso
- "Eric the Phantom" - violino